# Hockenheimring
El Hockenheimring, o Circuito de Hockenheim, es un autódromo localizado en las cercanías de Hockenheim, Alemania, en la región metropolitana Rhein-Neckar. Las principales carreras que ha albergado son el Gran Premio de Alemania de Fórmula 1, primero en 1970 y luego anualmente desde 1977 hasta 2008 (salvo en 1985 y 2007), acompañado primero por Fórmula 3000 y luego por GP2 Series; y el Gran Premio de Alemania del Campeonato Mundial de Motociclismo en numerosas ocasiones entre 1957 y 1994.
Hockenheimring ha sido sede también del Campeonato Mundial de Superbikes (1988-1997 y 1999-2000), el Campeonato Mundial de Sport Prototipos (1966-1967, 1977 y 1985), el Campeonato FIA GT (1997-1999 y 2004).
Al ser uno de los principales circuitos del país, los campeonatos nacionales de automovilismo de velocidad y motociclismo de velocidad suelen correr allí. De hecho, el Deutsche Tourenwagen Masters lo ha usado como fecha inaugural y final en todas las temporadas, y la Fórmula 3 Euroseries hizo lo mismo a partir de 2004. Anteriormente, el Deutsche Rennsport Meisterschaft y el Super Tourenwagen Cup también corrieron en Hockenheimring.

## Historia

El diseño original de la pista, llamado "Dreieckskurs", utilizado entre 1932 y 1938.

El trazado de la pista utilizada entre 1938 y 1965.

### 1932–1938
Originalmente llamado "Dreieckskurs" (curso triangular), el Hockenheimring fue construido en 1932. El hombre detrás de él es Ernst Christ, un joven cronometrador que sintió que se debe construir una pista de carreras en su ciudad natal de Hockenheim. Presentó los planos al alcalde y se aprobaron el día de Navidad, en 1931. Este primer trazado de la pista tenía unos doce kilómetros de longitud y consistía en un gran triángulo como una sección, una horquilla en la ciudad y dos rectas que los conectaban. En él, los fabricantes Mercedes-Benz y Auto Union probaron sus monoplazas de Gran Premio durante el gobierno de Adolf Hitler.

### 1938-1965
En 1938, el circuito se acortó drásticamente, de doce kilómetros a poco más de siete y medio, y se introdujo por primera vez el famoso rincón Ostkurve, que duró hasta 2001. En ese año, la pista también cambió su nombre a "Kurpfalzring". La pista fue dañada por tanques durante la Segunda Guerra Mundial. Después de la guerra, la pista fue reparada, y cambió su nombre a "Hockenheimring". El expiloto de fábrica de DKW y NSU, Wilhelm Herz, se convirtió en el mánager de la pista en 1954 y promovió la pista con éxito; A partir de 1957, el circuito comenzó a albergar el Gran Premio de Alemania de Motociclismo, alternando anualmente con Solitude y Nürburgring hasta 1994. Esta versión del circuito tenía una longitud de poco más de siete kilómetros y medio y consistía en las dos rectas largas originales, con la Ostkurve en el bosque y la horquilla original dentro de Hockenheim uniéndolas.

### 1965-2001
En 1965, cuando la nueva Autobahn A 6 separó el pueblo de la parte principal de la pista, se construyó una nueva versión del circuito de Hockenheim, con la sección del estadio "Motodrom". Después de que Jim Clark muriese el 7 de abril de 1968 en un accidente de carreras de Fórmula 2, se agregaron dos chicanes rápidas y la pista fue forrada con barreras de choque en 1970. Debido a problemas de seguridad de Nürburgring, Hockenheimring albergó el Gran Premio de Alemania de Fórmula 1 en 1970, y luego de forma permanente a partir de 1976. En 1980, tras la muerte de Patrick Depailler, se incorporó una tercera chicana antes del curvón oeste. Las chicanas se reconstruyeron en 1992, para enlentecer la pasada de los vehículos. Se colocó un pequeño memorial cerca de la primera chicane (que lleva su nombre), en el sitio de su accidente, y la primera chicane también se hizo más lenta. Para el Gran Premio de Alemania de 1992, el Ostkurve fue cambiado una vez más, de un giro rápido a la izquierda a una chicane más compleja de derecha-izquierda-derecha, después de que Érik Comas se estrellara allí en 1991. La segunda chicane pasó a llamarse Ayrton Senna, después de su muerte en el Gran Premio de San Marino de 1994.
Esta versión solía ser bastante larga, con una sección muy larga y muy rápida que atraviesa bosques que consisten esencialmente en cuatro rectas de aproximadamente 1,3 km, separadas por una secuencia de chicane, seguidas por una sección de "estadio" más cerrada y sinuosa (llamada así porque de todas las tribunas situadas allí) llamada Motodrom. Esto dificultó la configuración de los autos de carreras, ya que se tuvo que hacer una elección, ya sea para correr hacia abajo para optimizar la velocidad a través de las rectas y comprometer el agarre en la sección del estadio, o viceversa. La larga pista también significó que una carrera típica de Fórmula 1 tenía solo 45 vueltas, lo que limita la experiencia de los espectadores de la carrera a solo muchos pases por el estadio.
A mediados de la década de 1980, la "era turbo" de la Fórmula 1, donde el combustible estaba restringido a 220 (1984-85), 195 (1986-87) o 150 (1988) litros para las carreras de coches con motor turbo, Hockenheim también vio conductores, incluyendo al Campeón del Mundo Alain Prost, que a veces no terminan debido a que simplemente se quedan sin combustible cerca del final de la carrera. Prost se quedó sin combustible al final de la carrera de 1986, empujando a su McLaren hacia la meta antes de rendirse. Se ubicó en el tercer puesto cuando se quedó seco y finalmente se clasificó en sexto, ganando un valioso punto de campeonato que lo ayudaría con su segundo Campeonato Mundial.
Este circuito presentaba un desafío importante a los técnicos a la hora de la puesta a punto de los autos para la carrera, puesto que se debe optar entre una configuración con alerones poco inclinados y suspensión dura para maximizar la velocidad final en las rectas, en zonas boscosas, pero a la vez comprometía la adherencia del coche en la zona del Motordrom, o viceversa. Además, los motores padecían las largas rectas, causando una alta cantidad de abandonos.

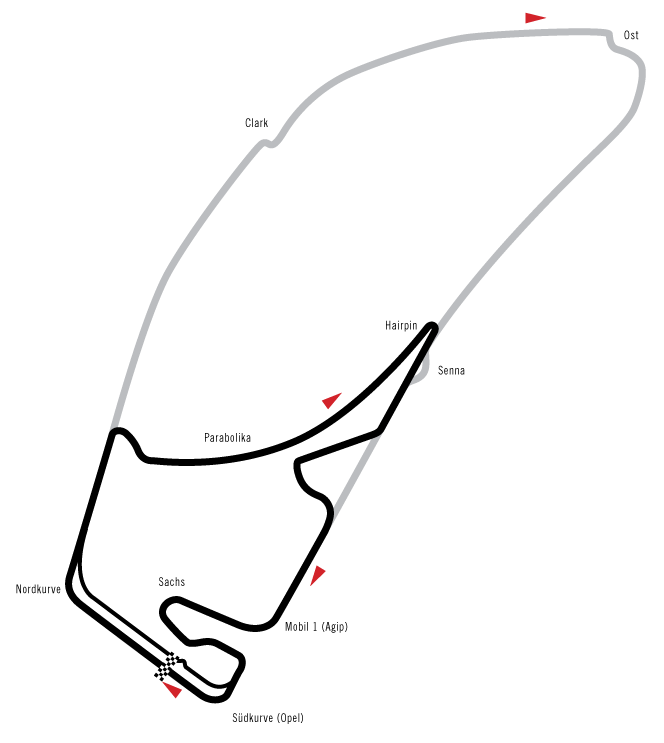
Comparación entre el trazado original y el actual.

En esta versión fallecieron Jim Clark, Bert Hawthorne y Markus Höttinger en sendas competiciones de Fórmula 2 en 1968, 1970 y 1980; y Patrick Depailler probando un Alfa Romeo de Fórmula 1 en 1980.

### Reforma de 2002
Para el Gran Premio de Alemania de 2002, el circuito fue rediseñado por el ingeniero alemán Hermann Tilke. La sección del estadio se mantuvo, pero el trazado fue acortado a 4.574 metros, al reemplazarse el sector de largas rectas de los bosques con una sola recta de alta velocidad, seguida de una serie de curvas cerradas. Como en la mayoría de los rediseños realizados por Tilke a petición del dueño de la Fórmula 1, Bernie Ecclestone, varios pilotos y fanáticos han criticado duramente la eliminación de las rectas, ya que estas le daban un carácter especial al trazado.
Luego de ausentarse en 2007, Hockenheim volvió a albergar el Gran Premio de Fórmula 1 en los años pares entre 2008 y 2018.